# Huningue
Huningue é uma comuna francesa na região administrativa de Grande Leste, no departamento Alto Reno. Estende-se por uma área de 2,86 km². Situa-se na margem do rio Reno, frente à localidade alemã de Weil am Rhein.
Em 2010 a comuna tinha 7 337 habitantes (densidade: 2 565,4 hab./km²).186 hab/km².
Sébastien Le Prestre de Vauban foi o construtor da fortaleza de Huningue.